# Vincent van der Voort
Vincent van der Voort (* 18. Dezember 1975 in Purmerend, Nordholland) ist ein ehemaliger niederländischer Dartspieler, der bei der PDC unter Vertrag stand. Sein Spitzname lautet „The Dutch Destroyer“. Von 2002 bis 2023 war er ununterbrochen jedes Jahr für eine Darts-Weltmeisterschaft qualifiziert.

## Karriere

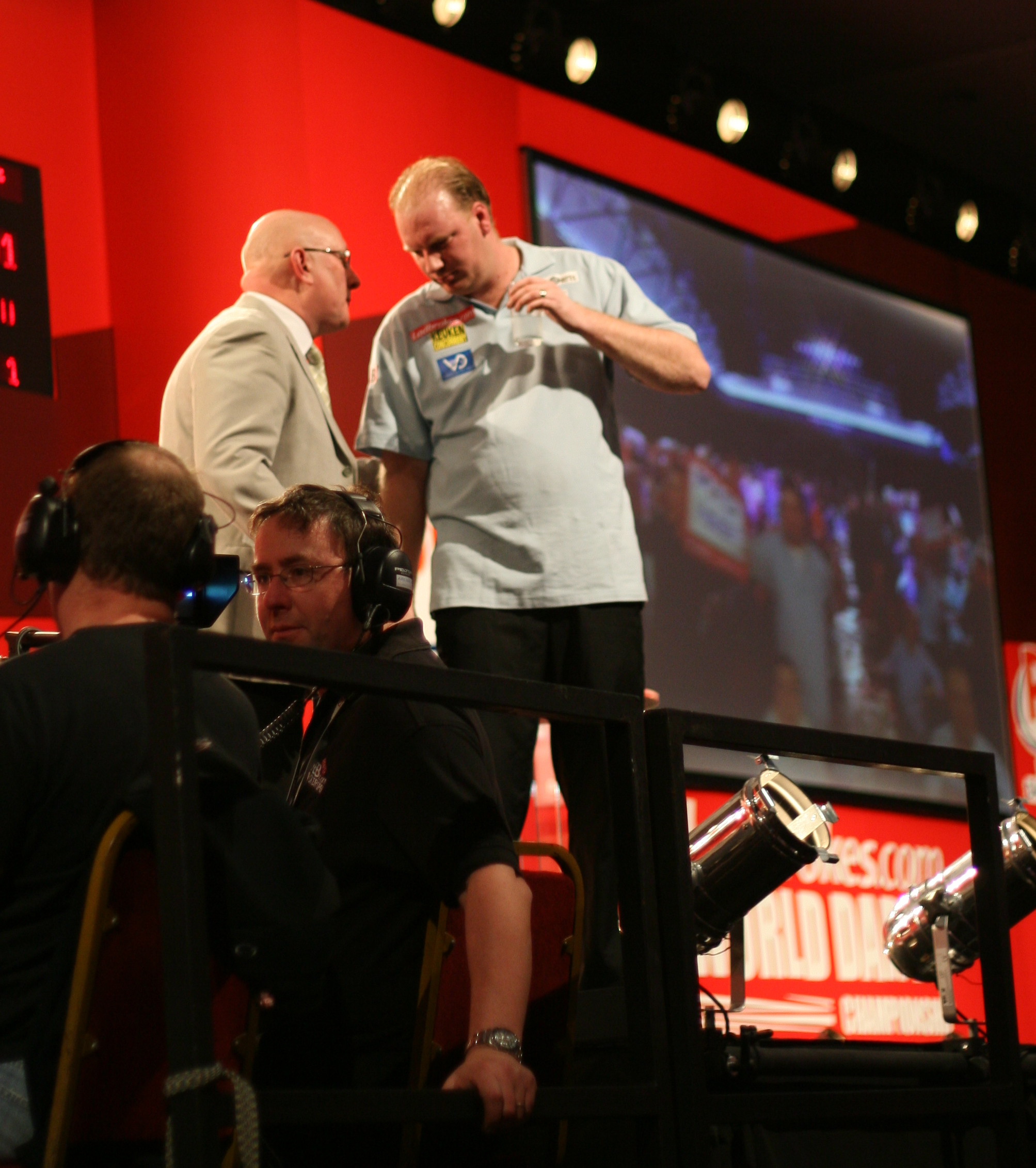
Van der Voort (2007)

Van der Voort begann seine Karriere bei der BDO. Dort gewann er in den Jahren 2002 und 2006 die Danish Open und erreichte 2005 das Viertelfinale der World Professional Darts Championships. 2007 wechselte van der Voort zur Professional Darts Corporation. Dort gelang ihm im gleichen Jahr der Finaleinzug bei den UK Open, wo er jedoch Raymond van Barneveld mit 8:16 unterlag. Bei der PDC World Darts Championship 2011 zog er ins Viertelfinale ein.
Bei den Austrian Open im Mai 2011 gelang ihm am zweiten Tag der Finalsieg mit 6:5 gegen Phil Taylor.
Van der Voort gewann die Austrian Darts Open 2014 im Finale gegen Jamie Caven mit 6:5.
Bei der PDC World Darts Championship 2015 erreichte er das Viertelfinale, verlor aber gegen Taylor mit 3:5. 2015 konnte er sich durch verschiedene Erfolge in die Top 16 der Weltrangliste verbessern, wodurch er für die Major-Turniere der PDC automatisch qualifiziert war.
Bei der PDC World Darts Championship 2016 verlor er im Achtelfinale gegen den späteren Weltmeister Gary Anderson. Beim World Matchplay verlor er bereits in Runde 1 gegen Kyle Anderson und rutschte dadurch aus den Top 16 der PDC Order of Merit.
Bei der PDC World Darts Championship 2017 verlor er gegen Max Hopp mit 1:3 in der 1. Runde. Unmittelbar im Anschluss an diese Niederlage zog er wegen anhaltender Rückenbeschwerden sein Karriereende in Betracht.
2024 und 2025 verpasste er die Qualifikation für die WM, an der er zuvor von 2002 bis 2023 durchgehend teilgenommen hatte. Nachdem er kurz zuvor bereits angekündigt hatte, im Jahr 2025 zu pausieren, musste van der Voort im November 2024 aufgrund gesundheitlicher Probleme seine Karriere endgültig beenden.

## Weltmeisterschaftsresultate

### BDO
- 2002: 1. Runde (2:3-Niederlage gegen  Mensur Suljović)
- 2003: Achtelfinale (1:3-Niederlage gegen  Tony David)
- 2004: 1. Runde (2:3-Niederlage gegen  Stephen Bunting)
- 2005: Viertelfinale (0:5-Niederlage gegen  Raymond van Barneveld)
- 2006: Achtelfinale (0:4-Niederlage gegen  Tony O’Shea)
- 2007: 1. Runde (1:3-Niederlage gegen  Davy Richardson)

### PDC
- 2008: 2. Runde (2:4-Niederlage gegen  Adrian Lewis)
- 2009: Achtelfinale (0:4-Niederlage gegen  James Wade)
- 2010: 2. Runde (3:4-Niederlage gegen  Kevin Painter)
- 2011: Viertelfinale (2:5-Niederlage gegen  Adrian Lewis)
- 2012: 2. Runde (3:4-Niederlage gegen  Andy Hamilton)
- 2013: Achtelfinale (0:4-Niederlage gegen  James Wade)
- 2014: 2. Runde (1:4-Niederlage gegen  Adrian Lewis)
- 2015: Viertelfinale (3:5-Niederlage gegen  Phil Taylor)
- 2016: Achtelfinale (0:4-Niederlage gegen  Gary Anderson)
- 2017: 1. Runde (1:3-Niederlage gegen  Max Hopp)
- 2018: Achtelfinale (1:4-Niederlage gegen  Raymond van Barneveld)
- 2019: 3. Runde (3:4-Niederlage gegen  Chris Dobey)
- 2020: 2. Runde (1:3-Niederlage gegen  Dave Chisnall)
- 2021: Achtelfinale (2:4-Niederlage gegen  Daryl Gurney)
- 2022: 3. Runde (Nicht angetreten gegen  James Wade 1)
- 2023: 3. Runde (3:4-Niederlage gegen  Luke Humphries)

## Titel

### PDC
- Pro Tour
  - Players Championships
    - Players Championships 2010: 5, 17
    - Players Championships 2011: 8

  - UK Open Qualifiers
    - UK Open Qualifiers 2011: 4

  - European Darts Tour
    - European Darts Tour 2014: (1) Austrian Darts Open

### Andere
- 2009: Holland National Championships, Open Lunteren